# Ligularia myriocephala
Ligularia myriocephala là một loài thực vật có hoa trong họ Cúc. Loài này được Ling ex S.W.Liu mô tả khoa học đầu tiên năm 1984.